# Turió

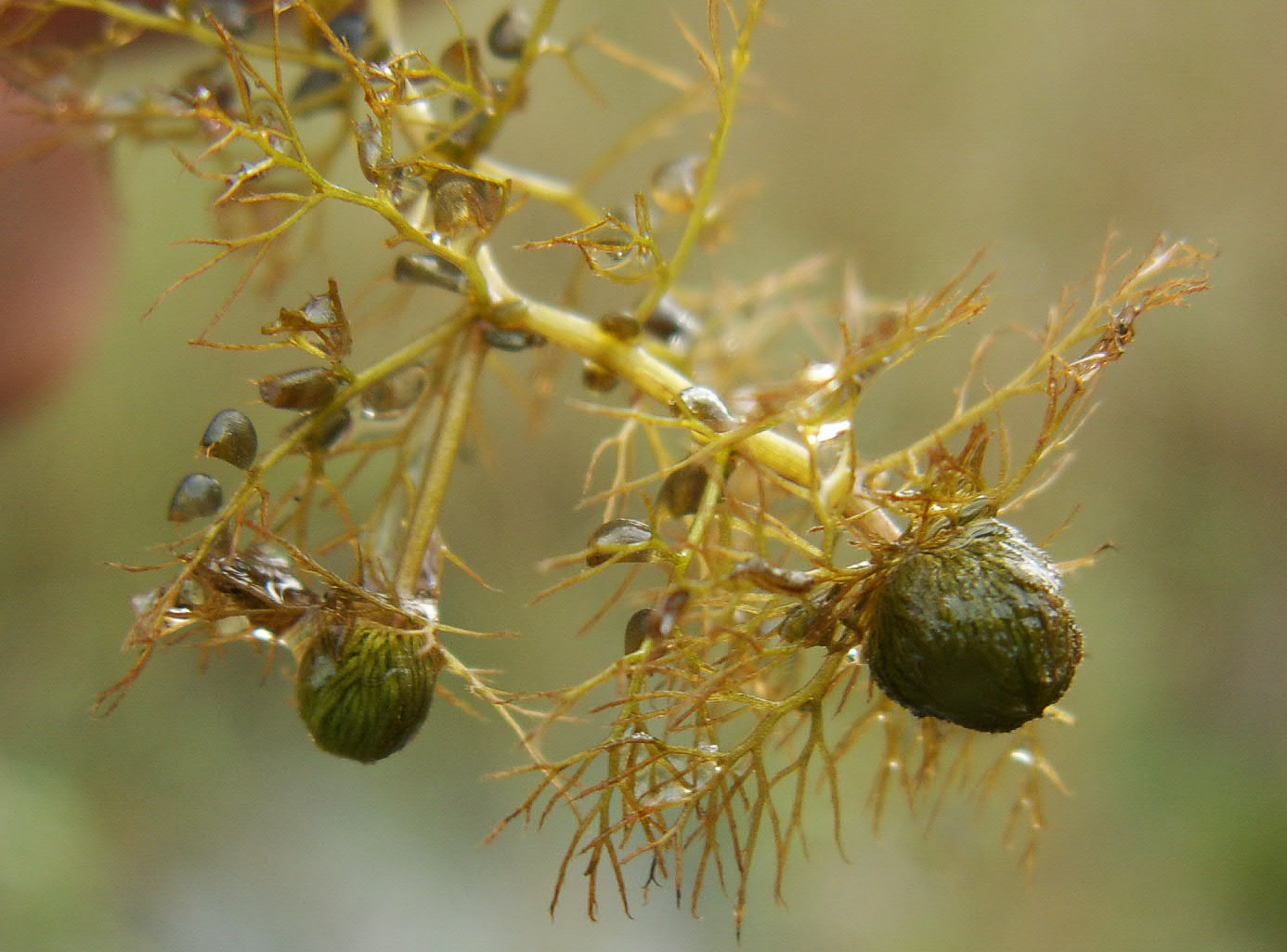
Turions d'Utricularia vulgaris.

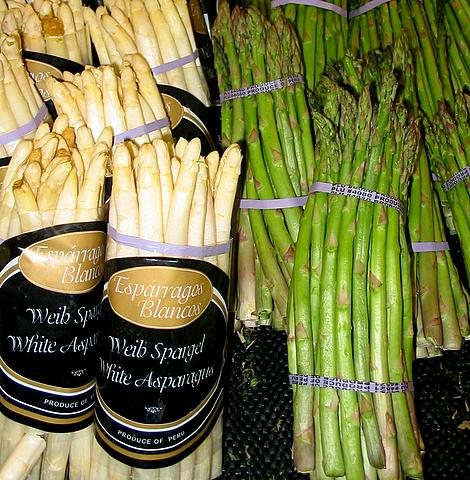
En els espàrrecs la definició de turió fa referència més pròpiament als espàrrecs blancs.

Turió és un terme botànic que prové del llatí turio = brot.
- En general un turió és un brot tendre que neix d'un rizoma, esblanqueït i amb fulles rudimentàries. Aquests és el cas dels turions dels espàrrecs que són la part comestible. També s'aplica als brots tendres blanquinosos del bambu

- També es coneix com a turió el brot terminal dels esbarzers que, com que és tendre, és comestible.

- En determinades plantes aquàtiques el turió és una estructura de resistència hivernal. Es troba especialment en els gèneres Potamogeton, Aldrovanda i Utricularia. En aquests casos el turió deriva de brots modificats de meristemes apicals. Són rics en midó i sucres. També poden ser resistents a la secada (quan el lloc on viuen s'asseca estacionalment)